# Eduard Moritz Doerk
Eduard Moritz Doerk  (* 7. Oktober 1792 in Insterburg; † 25. Oktober 1867 in Halle) war ein deutscher Jurist und Mitglied der Preußischen Nationalversammlung.

## Leben
Doerk wurde als Sohn des Kriminalrats Johann Jakob Doerk geboren, studierte ab 1809 an der Universität Königsberg und legte mit 19 Jahren sein erstes juristisches Examen ab.
Nach der Teilnahme an den Befreiungskriegen ging er zurück nach Insterburg, um dort sein zweites Examen abzulegen.
Im Juni 1820 heiratete er Wilhelmine Josephe Schuchardt. Aus der Ehe gingen neun Kinder hervor.
Im Jahr 1833 ließ er sich als Kriminaldirektor nach Eilenburg versetzen, bevor er Anfang 1837 als Land- und Stadtgerichtsdirektor nach Eisleben wechselte.
1848 wurde er als Abgeordneter in die Preußische Nationalversammlung gewählt und trat dort der Fraktion von Hans Victor von Unruh bei.
1849 wurde er Stadt- und Kreisgerichtsrat in Magdeburg.
Doerk starb 1867 in Halle und wurde auch dort beigesetzt.

## Veröffentlichungen (Auswahl)
- Bericht eines Augenzeugen über die Verfolgung des französischen Heeres am Abende nach der Schlacht bei la belle Alliance und in der Nacht vom 18. und 19. Juni 1815 durch die Preußen unter Führung des Generallieutenants Grafen von Gneisenau, in: Minerva, 1829, Bd. 149, S. 417–458. Digitalisat
- Die Befugnisse der Dorfgerichte bei der selbstständigen Bearbeitung gerichtlicher Angelegenheiten nach den Vorschriften des allg, Pr. Landrechts und der allgemeinen Preuß. Gerichts=Ordnung. Eisleben: Reichhardt, 1838. Digitalisat, Digitalisat
- Beitrag zur Vermittlung der Meinungen über die Preußische Eherechtsreform. Eisleben: Reichhardt, 1843. Digitalisat
- Das königlich preussische 15. Infanterie-Regiment Prinz Friedrich der Niederlande (früher Graf Bülow von Dennewitz) in den Kriegsjahren 1813. 14. und 15 - Eisleben: Reichardt, 1844 Digitalisat
- Das Lied vom funfzehnten Regiment. Seinen theuren Waffengefährten vom funfzehnten Infanterie-(dritten Reserve-)Regiment. Eisleben: Reichardt, 1844.
- Vertheidigungsschrift für den Feldmesser Aug. Th. Kurth und den Feldmesser Ernst Sitzmann zu Eisleben gegen die Anklage des Aufruhrs. Eisleben: F. Kuhnt, 1849 Digitalisat